# Mohamed Hassan (escrime)
Pour les articles homonymes, voir Mohamed Hassan et Hassan.
Mohamed Hossam El Din Hassan Ashour (en arabe : محمد حسام الدين حسن عاشور), né le 1er juillet 1997 à Tabuk (Arabie saoudite), est un escrimeur égyptien.

## Carrière
Mohamed Hassan est médaillé d'or en fleuret par équipes aux Championnats d'Afrique 2017 au Caire ainsi qu'aux Championnats d'Afrique 2019 à Bamako.
Il participe au tournoi de fleuret masculin individuel aux Jeux olympiques d'été de 2020 à Tokyo où il est éliminé d'entrée de jeu par l'Italien Daniele Garozzo. Il est aussi 8e du tournoi de fleuret masculin par équipes lors de ces Jeux.
Il est médaillé d'or en fleuret par équipes ainsi que médaillé de bronze en fleuret individuel aux Championnats d'Afrique 2022 à Casablanca ainsi qu'aux Championnats d'Afrique 2023 au Caire.